# Nottingham

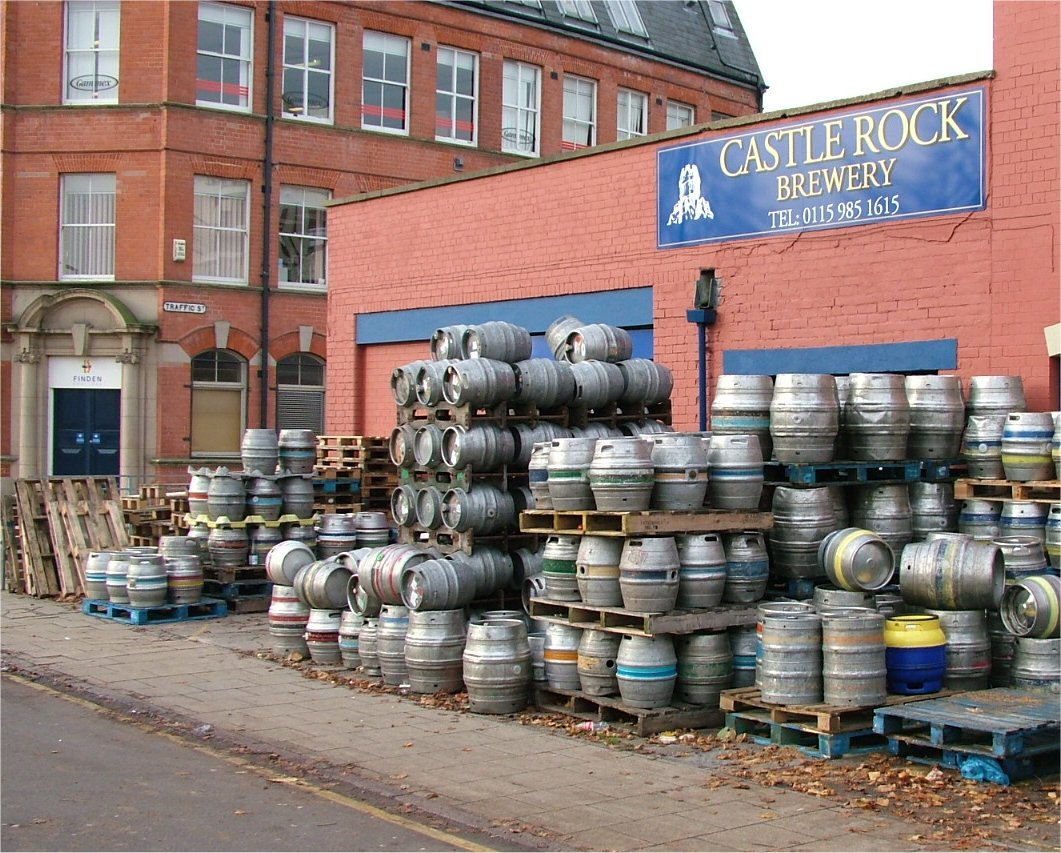
Bryggeriet Castle Rock Brewery i Nottingham.

Nottingham (/ˈnɒtɪŋəm/ (fil)) är en stad i grevskapet Nottinghamshire i regionen East Midlands i England. Staden utgör en egen kommun, City of Nottingham, med 328 513 invånare (2022). Stadsområdet har tillsammans med förorter 729 977 invånare och är det sjunde största i Storbritannien, efter Liverpool och före Sheffield. Nottingham bildar ett storstadsområde tillsammans med Derby, som ligger 20 kilometer väst om Nottingham. Nottingham-Derbys storstadsområde har enligt 2011 års folkräkning 1 543 000 invånare.
I Nottingham ligger Storbritanniens geologiska undersökning British Geological Survey (BGS). I Nottingham finns även två universitet, University of Nottingham och Nottingham Trent University. Universiteten har tillsammans över 40 000 studenter.
Bland kända personer från Nottingham finns Thomas Hawksley (vattenbyggnadsingenjör), D.H. Lawrence (författare och poet), Ian Paice (trumslagare), samt fotbollsspelarna Andy Cole, Jermaine Jenas, Jermaine Pennant och Chris Sutton.
I Nottingham och närbelägna Sherwoodskogen utspelar sig berättelsen om Robin Hood.
Vid Nottingham går motorvägen M1.
Staden nämndes i Domedagsboken (Domesday Book) år 1086, och kallades då Snoting(e)ham/Snotingquin.

## Sport i Nottingham
Klubbar:

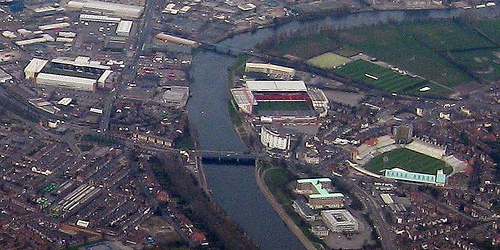
Meadow Lane, City Ground och Trent Bridge Ground.

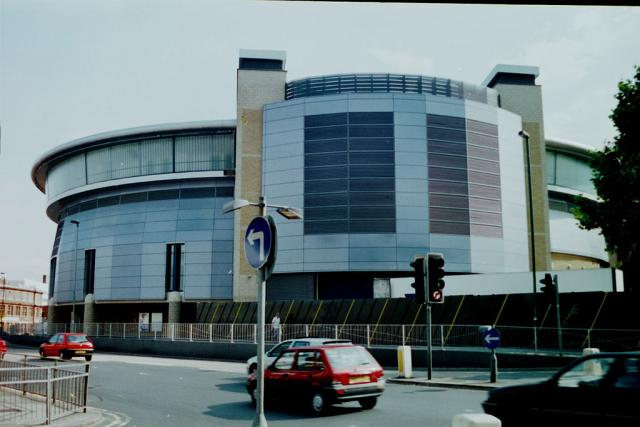
National Ice Centre.

- Nottinghamshire County Cricket Club spelar på Trent Bridge Ground (Cricket)
- Nottingham Forest spelar på City Ground (Fotboll)
- Notts County FC spelar på Meadow Lane (Fotboll)
- West Bridgford Rugby Club spelar på Stamford Road Ground (Rugby)
- Nottingham R.F.C spelar på Meadow Lane (Rugby)
- Nottingham University HC (Handboll)
- Nottingham Panthers spelar på National Ice Centre (Ishockey)